# Lou Reid
Louis Reid Pyrtle  (13 de septiembre de 1954) es un cantante y músico estadounidense de bluegrass, conocido por liderar las bandas The Seldom Scene y Carolina.

## Biografía
Reid creció en una granja de tabaco de Carolina del Norte. Su afición por la música bluegrass le llegó siendo niño, cuando su padre lo llevó a ver un concierto de Flatt & Scruggs. 
Durante su adolescencia, Reid tocó el bajo acústico con una banda llamada Bluegrass Buddies, posteriormente se unió al grupo de bluegrass, Southbound, con los que grabó un álbum para Rebel Records. Tocó el banjo con ellos de 1973 a 1979. Otros miembros incluyeron a Jimmy Haley (guitarra), Dennis Severt (mandolina) y Doug Campbell (bajo). 
En 1979, Lou se unió a Doyle Lawson en la banda Quicksilver, tocando el bajo. Quicksilver estaba formado por Lawson (mandolina), Reid (bajo), Terry Baucom (banjo) y Jimmy Haley (guitarra).  Reid grabó tres álbumes con ellos.  
Entre 1982 y 1986 formó parte de la Ricky Skaggs Band donde tocó varios instrumentos.  Reid reemplazó a Phil Rosenthal como cantante principal y guitarrista de Seldom Scene en 1986. Fue miembro de la banda durante seis años. En 1993 dejó la formación para irse de gira con Vince Gill y Vern Gosdin .  Cuando John Duffey murió en 1996, Ben Eldridge trajo a Reid de vuelta a la formación de Seldom Scene, mientras continuaba actuando y grabando con su propia banda; Carolina. 
Reid se unió al supergrupo de bluegrass Longview en 2008 para grabar Deep in the Mountains. Otros miembros incluyeron a JD Crowe (banjo), Don Rigsby (mandolina), James King (voz), Marshall Wilborn (bajo) y Ron Stewart (violín). 

### Carolina
En 1992, Lou Reid formó su propia banda, Carolina, junto a su amigo de toda la vida Terry Baucom y Marcus Smith (bajo). Publicaron su primer álbum, Carolina Blue, en 1994, seguido en 1995 por Carolina Moon. Baucom dejó la banda para seguir su propia carrera. En 1996 el mandolinista Alan Bibey se unió a la formación y Carolina publicó un tercer álbum, Lou Reid & Carolina. Christy Reid, con la que posteriormente contraería matrimonio, se unió al grupo como guitarrista en 2002 y en 2005 pasó al bajo. Pasarían cinco años y un cambio de formación antes del siguiente lanzamiento de Carolina, Time, en 2005. En esta ocasión se unieron a Reid, la vocalista Christy Reid, el guitarrista Kevin Richardson, el banjoista Trevor Watson y el bajista Joe Hannabach. Publicado por Lonesome Day Records, el álbum también contó con varias apariciones de invitados de alto perfil, incluidos Vince Gill, Ricky Skaggs y Jerry Douglas.

### Premios
En 1994, Lou Reid y Carolina recibieron el galardón al Artista Emergente del Año de la Asociación Internacional de Música Bluegrass (IBMA) . En 1995, el álbum Carolina Moon fue nominado como Álbum del Año por la IBMA. 

## Discografía

### Álbumes en solitario
- 1993: When It Rains (Sugar Hill)

### Con Southbound
- 1977: Southbound (Rebel)

### Con Quicksilver
- 1979: Doyle Lawson & Quicksilver (Sugar Hill)
- 1981: Rock My Soul (Sugar Hill)
- 1982: Quicksilver Rides Again (Sugar Hill)

### Con Ricky Skaggs Band
- 1983: Don't Cheat in Our Hometown – (Sugar Hill)
- 1984: Country Boy (Epic Nashville)
- 1985: Live in London (Epic Nashville)

### Con The Seldom Scene
- 1988: 15th Anniversary Celebration (Sugar Hill)
- 1988: A Change of Scenery (Sugar Hill)
- 1990: Scenic Roots (Sugar Hill)
- 1991: Scene 20: 20th Anniversary Concert (Sugar Hill)
- 2000: Scene It All (Sugar Hill)
- 2007: Scenechronized (Sugar Hill)
- 2014: Long Time... Seldom Scene (Smithsonian Folkways)

### Con Longview
- 2008: Deep in the Mountains (Rounder)[10]

### Con Carolina
- 1993: Carolina Blue (Webco)
- 1994: Carolina Moon (Rebel)[11]
- 1996: Lou Reid & Carolina (Rebel)
- 2000: Blue Heartache (Rebel)[12]
- 2003: Carolina, I'm Coming Home (LRC)
- 2005: Time (Lonesome Day)
- 2009: My Own Set of Rules (Rural Rhythm)[13]
- 2010: Sounds Like Heaven to Me (Rural Rhythm)[14]
- 2012: Calling Me Back Home (KMA)
- 2016: 20th Anniversary: Live at the Down Home (KMA)[15]
- 2016: Rollin' On (self-released)[16]